# Christian Seyfried
Christian Seyfried (auch Seyfrid oder Seifried, * 2. November 1711 in Isny; † 7. April 1783 in Kaufbeuren) war ein deutscher Aufklärer, Lateinrektor in Biberach an der Riß und evangelischer Pfarrer in Kaufbeuren.

## Leben
Christian Seyfried war der Sohn des Patriziers Christoph Seifried (1676–1735) und der Anna Maria Seifried, geb. Köberlin. Er studierte Theologie an der Universität Altdorf bei Nürnberg. Im Jahre 1736 verfasste er unter Vorsitz von Jakob Wilhelm Feuerlein seine Dissertation „Tentamen Historicum de Vita et Meritis Pauli Fagii“.
Seyfried war Rektor der Lateinschule in Biberach und bekleidete Pfarrstellen in Biberach/Riß und Kaufbeuren. Er stand in der Tradition der evangelischen Pfarrersdynastie derer von Seyfried.
Seyfried war Vertreter des Theologischen Rationalismus. Er veröffentlichte theologische Texte zur Aufklärung und Reformation sowie einige Predigten. Gemeinsam mit seiner Verwandten Anna Sibylla Reichsfreifrau von Garben mehrte er die noch heute in Memmingen verwahrte Seyfriedische Stiftungsbibliothek und die Seyfriedische Stipendienstiftung.

## Werke
- De vita et meritis Pauli Fagii (Dissertation), Altdorf, 1736
- Nachricht von dem 1748 wegen des Westphälischen Friedens zu Kaufbeuren begangenen Dank- und Jubelfest in einem Sendschreiben an Hr. DSuperint. Jo.Ge. Schelhorn, Memmingen, 1748
- Unterricht von demjenigen, was seit dem Anfang der Reformation 1555 in Kaufbeuren vorgefallen, Kaufbeuren, 1755
- Verkündigung des Dank- und Freudenfestes wegen der Wahl Josephi, nebst dem zu diesem Fest verfertigten Gebet, Kaufbeuren, 1764
- Verkündung des Dank- und Freudenfestes wegen dem (..) Habsburger Frieden; nebst dem Gebet, Kaufbeuren, 1765
- einige Abhandlungen in den Vermischten Beyträgen zu der alten und neuen allgemeinen, besonders aber Schwäbischen Kirchen- und  Gelehrten-Geschichte St. 1 und 2, 1765
- Leichenpredigt (Teilbeitrag) zu Ehren Anna Sibylla Freifrau von Garb, Edle von Gilbelli, geb. Seyfridin, 1740[13]